# Avillers (Meurthe e Mosella)
Avillers è un comune francese di 95 abitanti situato nel dipartimento della Meurthe e Mosella, nella regione del Grand Est.

## Società

### Evoluzione demografica
Abitanti censiti